# Zachobiella striata
Zachobiella striata är en insektsart som beskrevs av Nakahara 1966. Zachobiella striata ingår i släktet Zachobiella och familjen florsländor. Inga underarter finns listade i Catalogue of Life.